# Advokát chudých
Advokát chudých je české filmové drama z roku 1941 v režii Vladimíra Slavínského na námět romaneta Jakuba Arbese Advokát chuďasů.

## Děj
Suspendovaný právník, písař Kypr (Otomar Korbelář) je poradce chudiny na pražském předměstí. Hlavního hrdinu dostihne jeho dávná vina a tajemství zrovna ve chvíli, kdy (jak se zdá) konečně dosáhne životního štěstí. Jeho schovanku, která se učí zpěvu, hraje Lenka Podhajská.

## Obsazení
| Otomar Korbelář     | písař Josef Kypr, dříve JUDr. Josef Kilián  |
| Lenka Podhajská     | zpěvačka Anna Marie, Kyprova schovanka      |
| Marie Brožová       | Marie Rynešová, matka Anny Marie            |
| Miroslav Homola     | Karel Ryneš, otec Anny Marie                |
| Vladimír Majer      | kavárník Jan Turba                          |
| Jiří Dohnal         | kapelník opery Národního divadla K. Merhaut |
| Vojta Novák         | učitel zpěvu profesor J. Bertolini          |
| Zita Kabátová       | klášterní sestra Klotylda                   |
| Jindřich Plachta    | hokynář Jakub Marvan                        |
| František Paul      | veřejný posluha Randák                      |
| Zdeněk Podlipný     | Severa                                      |
| Gabriel Hart        | Rudolf Loukota                              |
| Vladimír Řepa       | lichvář Vondra                              |
| Ladislav H. Struna  | hostinský v hospodě U hrubiána              |
| Miloš Nedbal        | advokát JUDr. Kejř                          |
| Jana Romanová       | Jiřina, spolužačka Anny Marie               |
| Fanča Foltová       | Helena, spolužačka Anny Marie               |
| Jarmila Holmová     | klášterní varhanice sestra Petronila        |
| Vladimír Růžička    | advokátní písař u JUDr. Kejře               |
| Václav Menger       | soudní sluha Formánek                       |
| Ada Karlovský       | tajný policista                             |
| Antonín Holzinger   | profesor psychiatrie                        |
| Jiří Julius Fiala   | dirigent                                    |
| Karel Veverka       | divadelní ředitel                           |
| Miloš Šubrt         | divadelní sluha                             |
| Filip Balek-Brodský | Kyprův klient                               |
| Milka Balek-Brodská | návštěvnice hospody U hrubiána              |
| Emanuel Hříbal      | návštěvník hospody U hrubiána               |
| Jindřich Láznička   | návštěvník hospody U hrubiána               |

## Návštěvnost
Od znovuuvedení filmu v lednu 1946 až do 31. července 1976, kdy byl naposledy vyřazen z distribuce, vidělo film v českých kinech v rámci 7 538 představení celkem 1 132 062 diváků.